# Demoiselle de Rodrigues
Pomacentrus rodriguesensis
Espèce
La demoiselle de Rodrigues (Pomacentrus rodriguesensis) est un poisson de la famille des pomacentridés endémique de l'île Rodrigues découvert en 1999.

## Découverte
La demoiselle de Rodrigues a été découverte en 1999 par un certain Daniel Pélicier durant une plongée à caractère scientifique dans la grande passe de Rodrigues. Après en avoir fait un dessin, il retourne à l'île Maurice et consulte les documents disponibles sans y retrouver le poisson croqué. Le suspectant d'être inconnu, il envoie un spécimen au JLB Smith Institute of Ichtyology d'Afrique du Sud à l'intention du Docteur Phil Heemstra. Celui-ci confirme ses prédictions.
Daniel Pelicier choisit de nommer le nouveau taxon demoiselle de Rodrigues en signe de son attachement à l'île. L'existence de celui-ci n'est pas encore officiellement reconnue par les instances d'homologation.

## Description
La demoiselle de Rodrigues est entièrement bleue, sauf la zone pectorale. Elle sera l’emblème du futur parc marin de l'île.

## Informations complémentaires
- Faune endémique de Rodrigues.